# Mesapamea struvei-excessa
Mesapamea struvei-excessa là một loài bướm đêm trong họ Noctuidae.